# Saint-Germain-le-Vieux
Saint-Germain-le-Vieux là một xã trong tỉnh Orne, vùng Normandie tây bắc nước Pháp. Xã Saint-Germain-le-Vieux nằm ở khu vực có độ cao trung bình 211 mét trên mực nước biển.